# Zarevic di Russia

Stendardo imperiale dello Zarevic di Russia

Quello di Zarevic di Russia è il titolo dell'erede al trono di Russia.

## Zarato russo (1547-1721)
Dinastia Rurik
| Nome                   | Ritratto | Nascita         | Periodo come Zarevic | Periodo come Zarevic         | Morte                      | Figlio di         | Erede di          |                   |
| Nome                   | Ritratto | Nascita         | Inizio               | Fine                         | Morte                      | Figlio di         | Erede di          |                   |
| ---------------------- | -------- | --------------- | -------------------- | ---------------------------- | -------------------------- | ----------------- | ----------------- | ----------------- |
| Dmitrij Ivanovič       |          | 11 ottobre 1552 | 11 ottobre 1552      | 4 giugno 1553                | 4 giugno 1553              | Ivan IV di Russia | Ivan IV di Russia | Ivan IV di Russia |
| Ivan Ivanovič          |          | 28 marzo 1554   | 28 marzo 1554        | 19 novembre 1581 (27 anni)   | 19 novembre 1581 (27 anni) | Ivan IV di Russia | Ivan IV di Russia | Ivan IV di Russia |
| Fëdor Ivanovič Fëdor I |          | 31 maggio 1557  | 19 novembre 1581     | 28 marzo 1584 (Divenuto Zar) | 17 gennaio 1598 (40 anni)  | Ivan IV di Russia | Ivan IV di Russia | Ivan IV di Russia |
| Dmitrij Ivanovič       |          | 29 ottobre 1582 | 28 marzo 1584        | 25 maggio 1591 (8 anni)      | 25 maggio 1591 (8 anni)    | Ivan IV di Russia | Fëdor I di Russia |                   |

### Periodo dei Torbidi (1598-1605)
Dinastia Godunov
| Nome                     | Ritratto | Nascita | Periodo come Zarevic | Periodo come Zarevic          | Morte                       | Figlio di               | Erede di                |
| Nome                     | Ritratto | Nascita | Inizio               | Fine                          | Morte                       | Figlio di               | Erede di                |
| ------------------------ | -------- | ------- | -------------------- | ----------------------------- | --------------------------- | ----------------------- | ----------------------- |
| Fëdor Borisovič Fëdor II |          | 1589    | 21 febbraio 1598     | 23 aprile 1605 (Divenuto Zar) | 20 maggio 1605 (15/16 anni) | Boris Fëdorovič Godunov | Boris Fëdorovič Godunov |

Dinastia Romanov
| Nome                        | Ritratto | Nascita          | Periodo come Zarevic | Periodo come Zarevic                                  | Morte                     | Figlio di          | Erede di            |                   |
| Nome                        | Ritratto | Nascita          | Inizio               | Fine                                                  | Morte                     | Figlio di          | Erede di            |                   |
| --------------------------- | -------- | ---------------- | -------------------- | ----------------------------------------------------- | ------------------------- | ------------------ | ------------------- | ----------------- |
| Alessio Michajlovič Alessio |          | 9 maggio 1629    | 9 maggio 1629        | 23 luglio 1645 (Divenuto Zar)                         | 8 febbraio 1676 (46 anni) | Michele di Russia  | Michele di Russia   |                   |
| Dimitri Alekseevič          |          | 1 novembre 1648  | 1 novembre 1648      | 6 ottobre 1649 (11 mesi)                              | 6 ottobre 1649 (11 mesi)  | Alessio di Russia  | Alessio di Russia   | Alessio di Russia |
| Alessio Alekseevič          |          | 15 febbraio 1654 | 15 febbraio 1654     | 17 gennaio 1670 (15 anni)                             | 17 gennaio 1670 (15 anni) | Alessio di Russia  | Alessio di Russia   | Alessio di Russia |
| Fëdor Alekseevič Fëdor III  |          | 9 giugno 1661    | 17 gennaio 1670      | 8 febbraio 1676 (Divenuto Zar)                        | 7 maggio 1682 (20 anni)   | Alessio di Russia  | Alessio di Russia   | Alessio di Russia |
| Pietro Alekseevič Pietro I  |          | 9 giugno 1672    | 8 febbraio 1676      | 7 maggio 1682 (Divenuto Zar)                          | 8 febbraio 1725 (52 anni) | Alessio di Russia  | Fëdor III di Russia |                   |
| Alessio Petrovič            |          | 28 febbraio 1690 | 28 febbraio 1690     | 14 febbraio 1718 (Privato del diritto di successione) | 7 luglio 1718 (28 anni)   | Pietro I di Russia | Pietro I di Russia  |                   |
| Pietro Petrovič             |          | 9 novembre 1715  | 14 febbraio 1718     | 6 maggio 1719 (3 anni)                                | 6 maggio 1719 (3 anni)    | Pietro I di Russia | Pietro I di Russia  |                   |
| Pietro Alekseevič Pietro II |          | 23 ottobre 1715  | 6 maggio 1719        | 2 novembre 1721                                       | 30 gennaio 1730 (14 anni) | Alessio Petrovič   | Pietro I di Russia  |                   |

## Impero russo (1721-1917)
Dinastia Romanov
| Nome                                                                  | Ritratto              | Nascita           | Periodo come Zarevic | Periodo come Zarevic                                 | Morte                      | Figlio di                                | Erede di                 |
| Nome                                                                  | Ritratto              | Nascita           | Inizio               | Fine                                                 | Morte                      | Figlio di                                | Erede di                 |
| --------------------------------------------------------------------- | --------------------- | ----------------- | -------------------- | ---------------------------------------------------- | -------------------------- | ---------------------------------------- | ------------------------ |
| Pietro Alekseevič Pietro II                                           |                       | 23 ottobre 1715   | 2 novembre 1721      | 17 maggio 1727 (Divenuto Imperatore)                 | 30 gennaio 1730 (14 anni)  | Alessio Petrovič                         | Pietro I di Russia       |
| Pietro Alekseevič Pietro II                                           | Caterina I di Russia  | 23 ottobre 1715   | 2 novembre 1721      | 17 maggio 1727 (Divenuto Imperatore)                 | 30 gennaio 1730 (14 anni)  | Alessio Petrovič                         |                          |
| Ivan Antonovič Ivan VI                                                |                       | 23 agosto 1740    | 5 ottobre 1740       | 28 ottobre 1740 (Divenuto Imperatore)                | 16 luglio 1764 (23 anni)   | Antonio Ulrico di Brunswick-Wolfenbüttel | Anna di Russia           |
| Carlo Pietro Ulrico di Holstein-Gottorp (Pietro Fëdorovič) Pietro III |                       | 21 febbraio 1728  | 17 novembre 1742     | 5 gennaio 1762 (Divenuto Imperatore)                 | 17 luglio 1762 (34 anni)   | Carlo Federico di Holstein-Gottorp       | Elisabetta di Russia     |
| Paolo Petrovič Paolo I                                                |                       | 1 ottobre 1754    | 5 gennaio 1762       | 17 novembre 1796 (Divenuto Imperatore)               | 24 marzo 1801 (46 anni)    | Pietro III di Russia                     | Pietro III di Russia     |
| Paolo Petrovič Paolo I                                                | Caterina II di Russia | 1 ottobre 1754    | 5 gennaio 1762       | 17 novembre 1796 (Divenuto Imperatore)               | 24 marzo 1801 (46 anni)    |                                          |                          |
| Alessandro Pavlovič Alessandro I                                      |                       | 23 dicembre 1777  | 17 novembre 1796     | 24 marzo 1801 (Divenuto Imperatore)                  | 1 dicembre 1825 (47 anni)  | Paolo I di Russia                        | Paolo I di Russia        |
| Costantino Pavlovič                                                   |                       | 8 maggio 1779     | 24 marzo 1801        | 14 gennaio 1823 (rinunciò ai diritti di successione) | 27 giugno 1831 (52 anni)   | Paolo I di Russia                        | Alessandro I di Russia   |
| Nicola Pavlovič Nicola I                                              |                       | 6 luglio 1796     | 14 gennaio 1823      | 1 dicembre 1825 (Divenuto Imperatore)                | 2 marzo nel 1855 (58 anni) | Paolo I di Russia                        | Alessandro I di Russia   |
| Alessandro Nikolaevič Alessandro II                                   |                       | 29 aprile 1818    | 1 dicembre 1825      | 2 marzo 1855 (Divenuto Imperatore)                   | 13 marzo 1881 (62 anni)    | Nicola I di Russia                       | Nicola I di Russia       |
| Nicola Aleksandrovič                                                  |                       | 20 settembre 1843 | 2 marzo 1855         | 24 aprile 1865 (21 anni)                             | 24 aprile 1865 (21 anni)   | Alessandro II di Russia                  | Alessandro II di Russia  |
| Alessandro Aleksandrovič Alessandro III                               |                       | 10 marzo 1845     | 24 aprile 1865       | 13 marzo 1881 (Divenuto Imperatore)                  | 1 novembre 1894 (49 anni)  | Alessandro II di Russia                  | Alessandro II di Russia  |
| Nicola Aleksandrovič Nicola II                                        |                       | 18 maggio 1868    | 13 marzo 1881        | 1 novembre 1894 (Divenuto Imperatore)                | 17 luglio 1918 (50 anni)   | Alessandro III di Russia                 | Alessandro III di Russia |
| Georgij Aleksandrovič                                                 |                       | 9 maggio 1871     | 1 novembre 1894      | 10 luglio 1899 (28 anni)                             | 10 luglio 1899 (28 anni)   | Alessandro III di Russia                 | Nicola II di Russia      |
| Michail Aleksandrovič                                                 |                       | 4 dicembre 1878   | 10 luglio 1899       | 12 agosto 1904 (Nascita di Aleksej)                  | 13 giugno 1918 (39 anni)   | Alessandro III di Russia                 | Nicola II di Russia      |
| Aleksej Nikolaevič                                                    |                       | 12 agosto 1904    | 12 agosto 1904       | 15 marzo 1917 (Abolizione della monarchia)           | 17 luglio 1918 (13 anni)   | Nicola II di Russia                      | Nicola II di Russia      |